# Pilar García Mouton
Pilar García Mouton (Madrid, 5 de març de 1953) és una filòloga, professora d'investigació al Consell Superior d'Investigacions Científiques, especialista en dialectologia i geografia lingüística i, des de 2015, membre corresponent de la RAE.
García Mouton es doctorà en Filologia Romànica a la Universidad Complutense de Madrid, de la qual fou professora també durant un temps. Fou alumna de Manuel Alvar, amb qui va treballar per a l'Atlas Lingüístico de Castilla y León i també feu enquestes en diversos països per a l'Atlas Lingüístico de Hispanoamérica. Ha estat autora i coordinadora de diversos projectes de geografia lingüística: per exemple, l'Atlas lingüístico (y etnográfico) de Castilla - La Mancha (ALECMan), amb Francisco Moreno (accés en línia Arxivat 2017-08-29 a Wayback Machine.) o la coordinació de la publicació de l'Atlas Lingüístico de la Península Ibérica (accés en línia).
També codirigeix (amb Isabel Molina Martos) l'Atlas dialectal de Madrid, atles lingüístic de territori petit amb una intenció sociolectal (accés en línia). Col·labora en els equips dels projectes internacionals Atlas Linguistique Roman (ALiR) i Atlas Linguarum Europae (ALE).
Una altra línia de recerca ha estat la llengua de les dones, amb la publicació de diversos articles i llibres (vegeu publicacions).
Fou directora de la Revista de Filología Española entre 2005 i 2015, i anteriorment n'havia estat secretària des de 1987. També fou responsable de la col·lecció Biblioteca Románica Hispánica de l'editorial Gredos, de 1989 a 2005 i és membre del consell de redacció de nombroses revistes. Ha exercit també diversos càrrecs directius en el CSIC i és membre de diverses agències avaluadores com l'ANEP (Agencia Nacional de Evaluación y Prospectiva).
Ha realitzat també activitats de divulgació lingüística, com l'espai "Palabras moribundas", en el programa No es un día cualquiera de Ràdio Nacional d'Espanya (de 2007 a 2015).

## Publicacions
- Lenguas y dialectos de España, Madrid: Arco/Libros, 1994 (6a ed. 2014)
- Geolingüística: trabajos europeos, Madrid: Consejo Superior de Investigaciones Científicas, 1994
- Cómo hablan las mujeres, Madrid: Arco/Libros, 2000 (2a ed.),
- Así hablan las mujeres. Curiosidades y tópicos del uso femenino del lenguaje, Madrid: La Esfera de los libros, 2003
- El Español de América: 1992, Madrid: Consejo Superior de Investigaciones Científicas, 2003
- Palabras moribundas, Madrid: Taurus, 2011
- La ciencia de la palabra: cien años de la Revista de filología española Madrid: Consejo Superior de Investigaciones Científicas, 2015 (catàleg de l'exposició amb motiu de la celebració del centenari de la RFE)